# Història del tramvia a Barcelona
La història del tramvia a Barcelona té el seu origen a l'arribada del tramvia a la ciutat de Barcelona el 1872 i comprèn el període que va des de la seva inauguració fins a l'actualitat.

## 1872-1899: Primeres línies
La primera línia de tramvia va ser inaugurada el 27 de juny de 1872 i pertanyia a la Barcelona Tramway Company. Estava constituïda per vehicles de 2 pisos remolcats per cavalls i unia Barcelona i Gràcia des del Pla de la Boqueria passant per les Rambles, Passeig de Gràcia, carrer Gran de Gràcia fins a Josepets (actual plaça de Lesseps). 3 mesos després, neix una nova línia entre la Boqueria i la Barceloneta circulant per les Rambles fins a Drassanes, a continuació desdoblament entre carrer Ample i Av. Colom, Pla de Palau i  el carrer Major de la Barceloneta. El setembre de 1873 s'obre una nova secció fins als banys.
El 1874 entra en servei una tercera línia connectant el Port i el Poblenou, des de Pla de Palau passant per darrere del parc de la Ciutadella, Passeig del Cementiri (avui Avinguda Icària), carrer del Taulat fins al carrer de Galceran Marquet. L'any 1875, la quarta, que connecta Barcelona amb Sants passant pel Raval per carrer del Carme/Hospital, Riera Alta/Sant Antoni Abad, Tamarit/Manso, avinguda Mistral, Paral·lel i carretera de Sants.

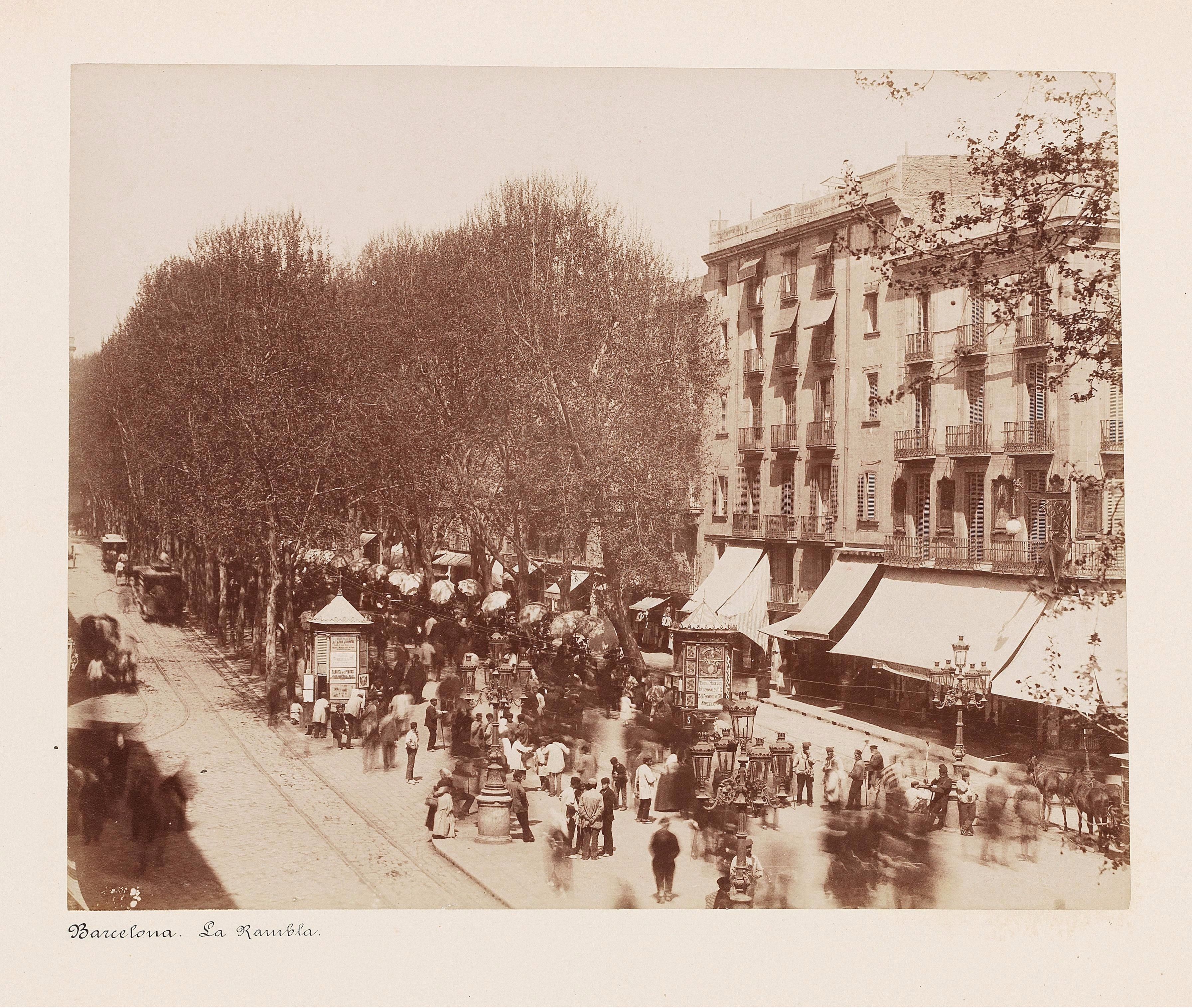
Línia Barcelona-Gràcia a les Rambles, el 1888

En pocs anys el nou sistema de transport es va anar estenent per la ciutat i pels municipis limítrofs. El 28 de febrer de 1877 obre la línia de Circumval·lació per les rondes Sant Pau, Sant Antoni i Sant Pere i el 20 de desembre entra en servei la primera línia de tramvia operada amb màquina de vapor, connectant Barcelona i Sant Andreu de Palomar. El 1878 el tramvia arriba a Sant Gervasi i un any després, el 1879, la línia es perllonga fins a Sarrià i es realitza una nova branca cap a les Corts.
La construcció de les línies va ser realitzada per diferents companyies i donà lloc a diversos amples de via. Barcelona Tramways Company i la Companyia General de Tramvia eren les que operaven més línies.

## 1899-1911: Electrificació i expansió
L'electrificació comença el 1899 amb la línia de Circumval·lació i es dona per completada l'any 1907.
L'electrificació suposa un augment de la velocitat comercial dels tramvies i una millora de la seva fiabilitat, fet que dispara els projectes de noves línies. El 1906 s'inaugurà una nova línia fins a Can Tunis passant per El Morrot donant servei al Cementiri Nou i a l'hipòdrom.

## 1911-1929: Consolidació i edat d'or
El 1911 es realitza el procés de fusió, i consegüent enumeració, de les línies en una sola companyia, Tramways de Barcelona, a excepció del Tramvia Blau.

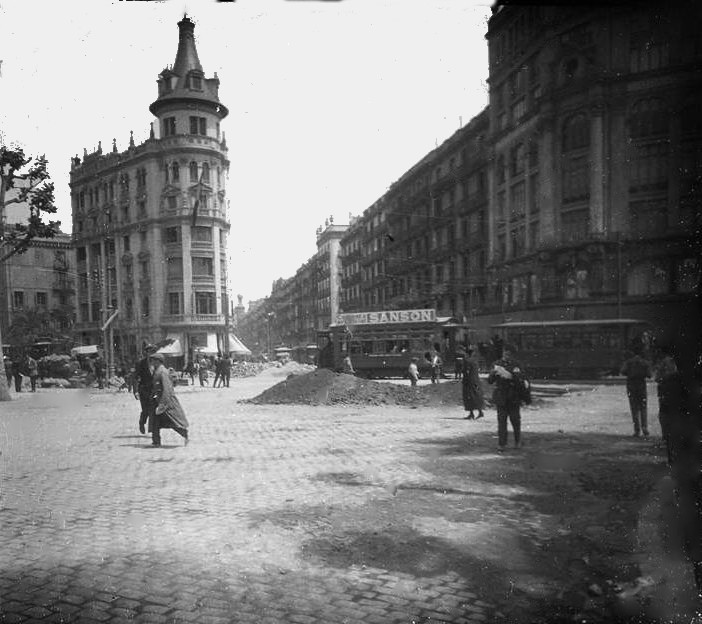
Tramvia a la cruïlla de Plaça Universitat i Pelai el 1925

Els anys 20 representen una època de gran creixement econòmic, que permet la creació de noves línies i l'ampliació de les existents. El 1926 Tramways de Barcelona passa a ser anomenada Tramvies de Barcelona (TB). A més la celebració de l'Exposició Universal del 1929 suposa un incentiu en la millora del transport tant de tramvia com la inauguració del metro.
La xarxa arriba al seu màxim històric amb 220 km de longitud.

## 1929-1949: Destrucció parcial de la infraestructura
Els efectes de la Gran Depressió es noten en la davallada de viatgers. També és una època de gran conflictivitat política i social on es produeix un increment de sabotatges i vagues.
El 1936 esclata la Guerra Civil. La CNT pren el control de la gestió dels tramvies. Els bombardejos aeris que va patir Barcelona, sobretot el 1938, van significar greus danys a moltes línies i un alt nombre de vehicles destruïts.
Durant la postguerra, marcada per les dificultats econòmiques, es restableixen alguns serveis, tot i que amb condicions precàries. S'hi han d'afegir les restriccions elèctriques que deixaven línies sense servei durant mesos.
Només 50 unitats mòbils queden en bon estat i es procedeix a la restauració de més de 200 vehicles per restablir-ne el servei. Es tanquen una bona part de les línies d'ample mètric.

## 1949-1965: Municipalització
La recuperació econòmica i el creixement de la població, disparen el nombre de viatgers que utilitzen el tramvia a Barcelona. TB continua arrossegant problemes econòmics i sempre va a remolc de l'increment de demanda.
L'augment de tarifes d'un 40% el 1951 va originar una forta protesta quan els barcelonins van deixar d'utilitzar els tramvies durant 2 setmanes. Finalment, la pujada va ser anul·lada després de greus disturbis.
Els fets van propiciar que l'Ajuntament de Barcelona aproves en el seu ple el 1952 la intenció de municipalitzar tot el transport públic a la ciutat. El 1955 Tramvies de Barcelona és adquirit per l'Ajuntament.

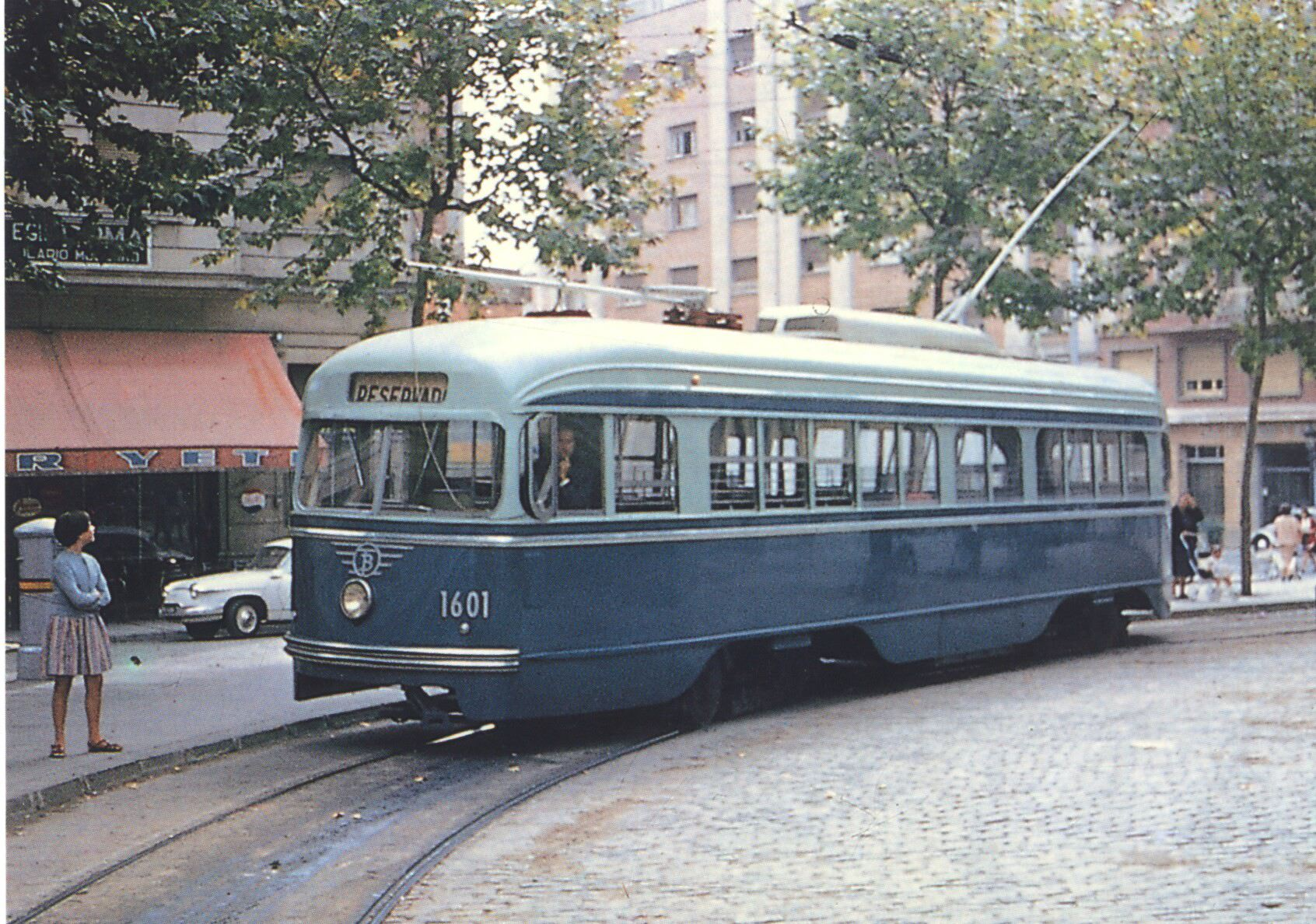
Tramvia PPC procedent de Washington

Els anys 60 venen marcats per un gran creixement, acompanyat d'un boom automobilístic. Les inversions se centren a dotar d'infraestructura el creixent volum d'automòbils, relegant el tramvia a un segon pla. La precarietat del tramvia, unida a l'aparició de nous autobusos, accentuen el declivi del tramvia en el transport urbà.
Per fer front a aquest deteriorament, Tramvies de Barcelona ultima la compra de material rodant el 1961 procedent de Washington, caracteritzat per tenir més potència i estabilitat.

## 1965-1971: Tancament de línies
L'última extensió de la xarxa data de 1965 quan s'inaugura una nova línia fins a Zona Universitària. La companyia Tramvies de Barcelona va començar a suprimir-los amb el pretext que entorpien el trànsit automobilístic i que eren antiestètics per substituir-los per autobusos.
El 1970 es deixa fora de servei la 50 (Vilamarí-Via Júlia), la 54 (Plaça del Centre-Rogent), la 65 (Zona Universitària-Drassanes). El ramal de Via Júlia de la 50 es manté en servei amb una nova línia 51 que servirà de reforç a la 49 fins a Drassanes.
La matinada del 18 al 19 de març de 1971 els tramvies de les dues últimes línies (la 49, Drassanes-Horta, i la 51, Drassanes-Via Júlia) van arribar a cotxeres per no sortir-ne mai més. L'única línia que es va mantenir va ser la del Tramvia Blau, en l'Avinguda Tibidabo, entre el final del Carrer Balmes i la Plaça del Dr. Andreu.

## 1971-2004: Barcelona quasi sense tramvies
A finals de 1973 esclata la guerra del Yom Kipur, que fa augmentar el preu del petroli. La política de retirar els tramvies es comença a posar en dubte.
El 1979 es produeix un segon shock petroler, una nova escalada dels preus del cru disparant de nou les despeses del transport. El Tramvia Blau passa de mans privades a l'Ajuntament de Barcelona, per poder-ne potenciar el caràcter turístic.
Del 1984 al 1985 es realitzen obres en el Tramvia Blau.
El 1987 TMB planifica per primera vegada la recuperació del tramvia. El 1989 l'EMT fan els primers estudis de reimplantació del tramvia pel Baix Llobregat i la Diagonal.
El 1991 l'EMT treu a concurs l'estudi d'una xarxa de tramvia entre el Baix Llobregat i la Diagonal per valorar la viabilitat econòmica del projecte.
El 1993 s'inclou per primer cop el Trambaix en un pla de transport.
Del 1997 al 1998 es porten a terme proves en un traçat que va de Maria Cristina fins a l'Illa.
El 1998 l'ATM (nou organisme) treu a concurs la redacció, construcció, i explotació del tramvia entre Barcelona i el Baix Llobregat.
El mes d'abril del 2000 l'ATM adjudica el tramvia a Alstom-FCC. El juliol el projecte es publica.
El 2001 s'aprova definitivament el projecte del Trambaix. També s'aprova una 2a xarxa, el Trambesòs que donarà servei a Ciutadella, Glòries, Gran Via, Diagonal Mar (Barcelona); Sant Adrià de Besòs i Badalona.
El juny del 2001 es posa la primera pedra per la reimplantació del tramvia, una a la Diagonal i l'altra a Cornellà de Llobregat.
El gener del 2003 es col·loca la primera pedra del Trambesòs.
El maig del 2003 arriben les primeres unitats de tramvia a les cotxeres de Sant Joan Despí. A l'agost es fan les primeres proves de circulació.
El gener del 2004 es produeixen les primeres circulacions d'unitats de tramvia per la xarxa del Trambesòs. El febrer es realitza la marxa en blanc al Trambaix, és a dir, circulacions simultànies a tota la línia simulant l'horari comercial.

## 2004-Actualitat: TRAM
El 3 d'abril de 2004, 33 anys després, el tramvia tornava a prestar servei comercial a Barcelona i 4 municipis més de l'àrea metropolitana amb el Trambaix.
La xarxa inicial es va dividir en 3 línies: T1,T2 i T3. Totes 3 tenien el seu origen a Francesc Macià. La T1 fins a Bon Viatge, la T2 fins Sant Martí de l'Erm i la T3 fins a Montesa. El tram central que compartien les 3 línies (de Francesc Macià fins a Montesa) oferia freqüències de pas de 5 minuts.

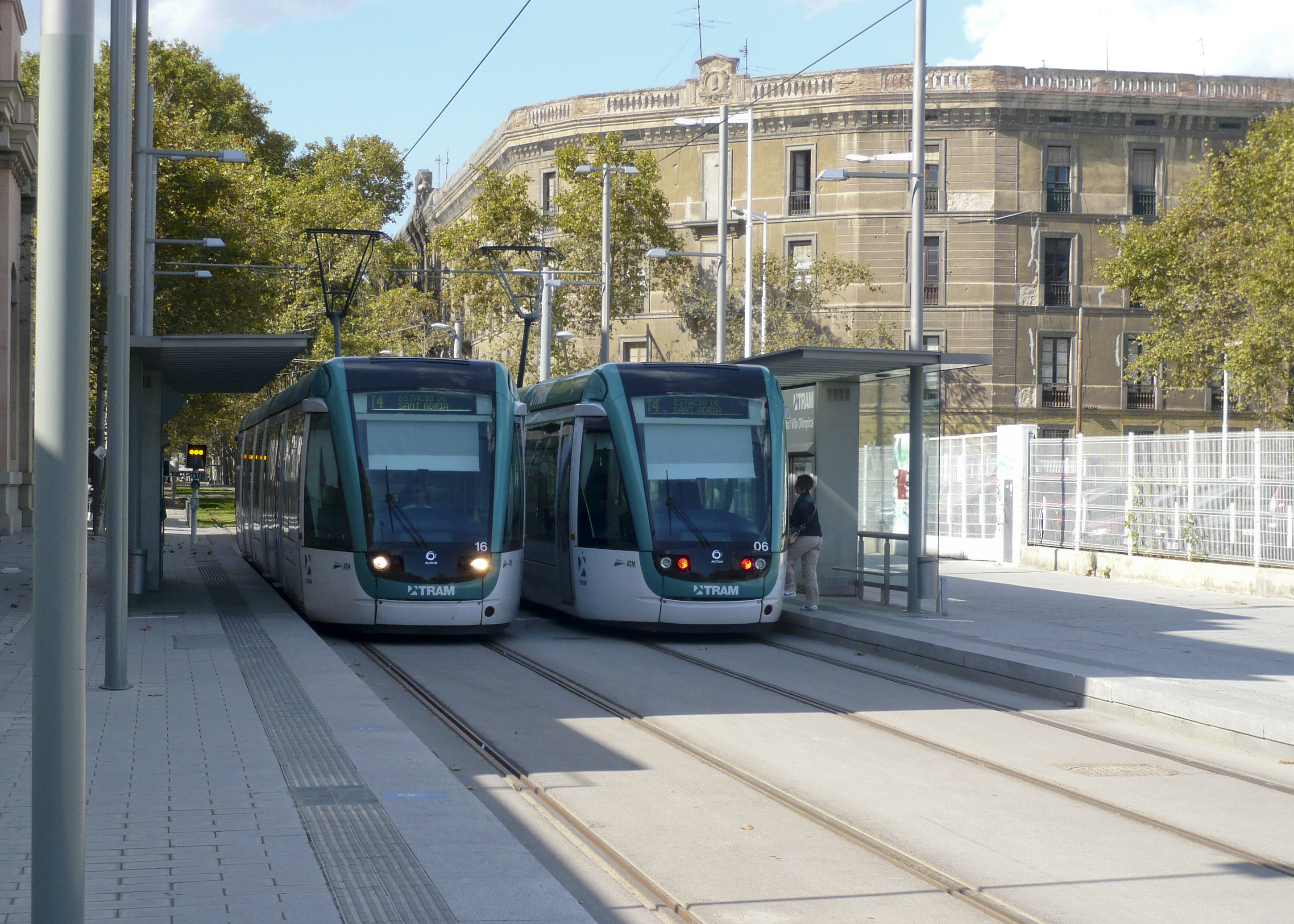
Línia T4

El 8 de maig de 2004 s'inaugura una nova xarxa, el Trambesòs, amb una nova línia T4 que prestarà el servei des de Glòries fins a l'Estació de Sant Adrià.
El 29 de maig de 2004 la T3 s'allarga fins Sant Martí de l'Erm posant en funcionament un segon ramal al Trambaix.
El 14 de juliol del 2004 s'estén la T4 des de Glòries fins a Ciutadella-Vila Olímpica
El 5 de gener de 2006 la T3 s'amplia fins Consell Comarcal (actualment Torreblanca) donant servei al municipi de Sant Just Desvern.
El 14 d'octubre de 2006 el Trambesòs inaugura una nova línia, T5, que unirà Glòries amb Besòs.
El 21 d'abril de 2007 la T3 afegeix una nova parada Sant Feliu-Consell Comarcal.
El 6 de maig de 2007 la T5 arriba fins Sant Joan Baptista a Sant Adrià de Besòs. Posteriorment, el 8 de setembre arribarà fins Gorg al terme municipal de Badalona.
El 15 de juny de 2008, es posa en marxa la T6, de l'Estació de Sant Adrià fins Gorg obrint un ramal amb una nova parada a la Mina. Aquí es posa final a l'extensió de la xarxa tramviaire projectada l'any 2000 per l'Autoritat del Transport Metropolità amb 28 km de recorregut i 6 línies en funcionament.
El 20 de febrer de 2012, la línia T6 canvia el seu recorregut i passa a circular per la Gran Via de les Corts Catalanes acabant a Glòries en lloc de Gorg.
El 2018 es torna a aturar el Tramvia Blau per actuacions de manteniment. En març de 2021 el Tramvia Blau continua tancat temporalment per obres de modernització de la infraestructura.
El gener de 2019 s'aprova un acord municipal que preveu un tramvia connectat en superfície entre Glòries i Maria Cristina, a tot el llarg de l'Avinguda Diagonal, i amb una gestió 100% de caràcter municipal. El mes de juny del mateix any s'aprova definitivament l'Estudi Informatiu, i un any després, el mes de juliol de 2020, el Consell d'Administració de l'ATM aprova el projecte executiu de la Fase 1 (Glòries - Verdaguer) de la connexió dels tramvies.
L'Ajuntament de Barcelona i l'ATM van signar el Conveni de col·laboració entre ambdues administracions per a l'execució de les obres i l'explotació de la xarxa tramviària unificada el febrer del 2021, permetent que BIMSA donés llum verda, el desembre de 2021, a l'execució dels 4 primers lots d'obres de la Fase 1, que s'inicien el març de 2022.
Finalment, el 21 de setembre de 2024, i després de finalitzar la integració del tramvia a la resta de la infraestructura tramviària, comença la marxa en blanc del tramvia, i iniciant l'operació amb passatgers el 10 de novembre de 2024.
Actualment, s'està treballant en el projecte executiu de la unió entre Verdaguer i Francesc Macià, que resta pendent d'aprovació. La tinent d'alcaldia d'Urbanisme de l'Ajuntament de Barcelona, Laia Bonet, va preveure que l'aprovació del projecte es realitzarà durant la primavera del 2025, podent començar les obres l'estiu del mateix 2025, i amb una durada d'uns 40 mesos. Per tant, els treballs s'enllestirien a finals de l'any 2028, on s'acabaria la connexió de tota la xarxa tramviària de Barcelona.